# Heliconilla
Heliconilla là một chi nhện trong họ Zodariidae.